# Bahnhof Weischlitz
Der Bahnhof Weischlitz ist ein lokaler Bahnknotenpunkt in der Gemeinde Weischlitz im Vogtland in Sachsen. Der Bahnhof liegt an der Bahnstrecke Plauen–Cheb, zudem endet hier die Bahnstrecke aus Gera.

## Geschichte

Bahnhof Weischlitz um 1910

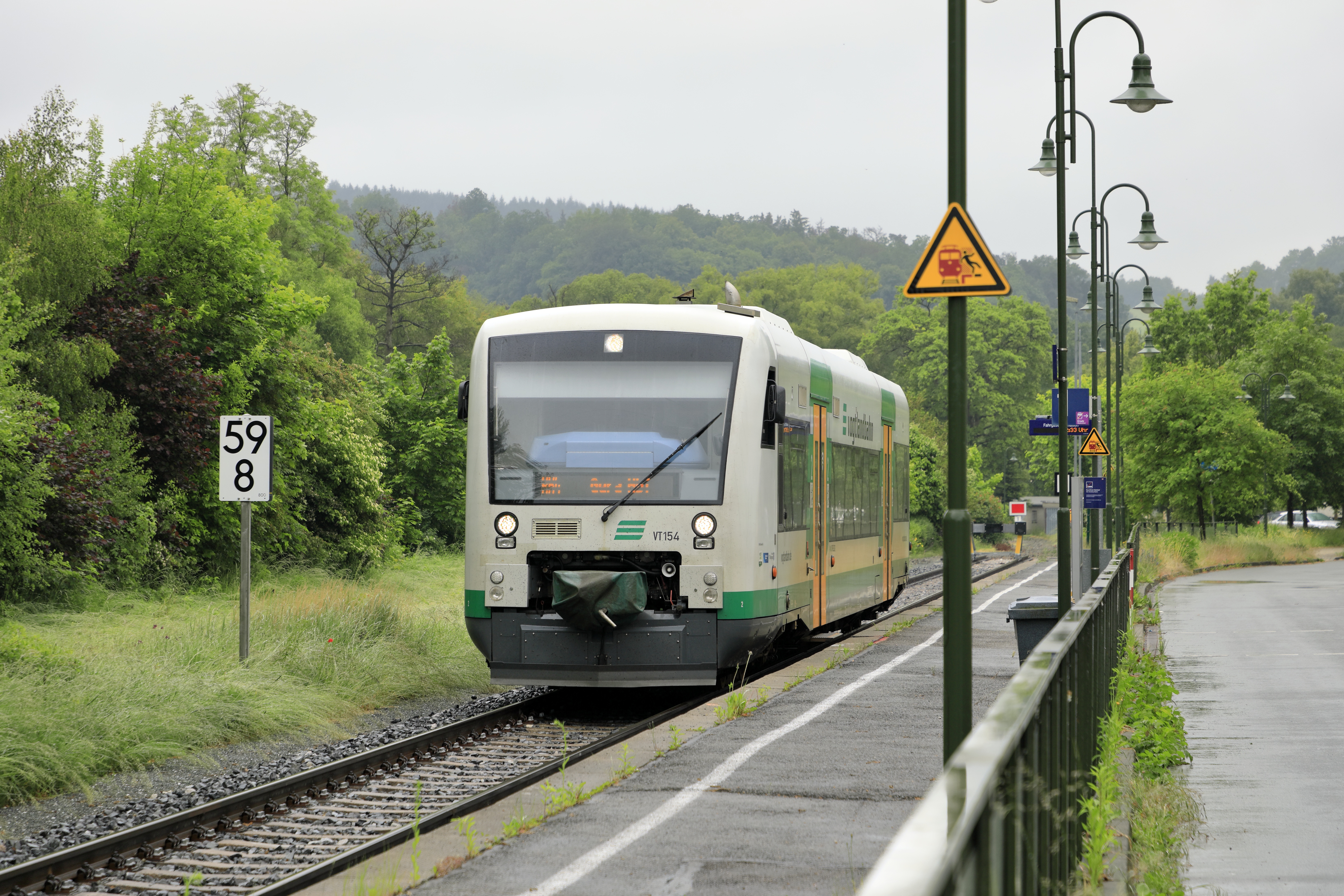
Bahnhof Weischlitz, Triebwagen der Vogtlandbahn nach Gera (2023)

Mit der 1865 eröffneten Voigtländischen Staatseisenbahn der sächsischen Staatsbahn erhielten zwar zahlreiche Dörfer und Städte im Vogtland Bahnanschluss, allerdings verursachten die zahlreichen Richtungsänderungen eine lange Streckenführung. In den 1860er Jahren plante man deshalb eine Verkürzung durch die Verbindung Plauen–Oelsnitz. An diesem 1868 genehmigten Streckenabschnitt sollte auch Weischlitz eine Bahnstation erhalten.
Beim Bahnhofsbau musste die Weiße Elster etwas weiter westlich in ein neues Flussbett verlegt werden, da auf der alten Fläche das Bahnhofsplanum aufgeschüttet wurde. Von Anfang an wurde der Bahnhof auf die Einbindung der Bahnstrecke Wolfsgefährth–Weischlitz der privaten Sächsisch-Thüringische Eisenbahngesellschaft (Sä.-Th.E.) ausgelegt. Der Bahnhof Weischlitz wurde am 1. November 1874 zusammen mit der Verbindung Plauen–Oelsnitz eröffnet. Die Privatbahn baute ihre Anlagen östlich der bestehenden Anlagen der Staatsbahn, einzige notwendige Änderung an den schon errichteten Gebäuden war eine geringfügige Vergrößerung des Empfangsgebäudes. Die Sä.-Th.E. eröffnete ihren letzten Streckenabschnitt Plauen unt Bf–Weischlitz ihrerseits am 20. September 1875. Eine Gleisverbindung ermöglichte den Wagenaustausch. Der Bahnhof wurde damit de facto zum Inselbahnhof, da das Empfangsgebäude bis auf die Zufahrtsstraße von Gleisen umgeben war.
Da sich die Sä.-Th.E. mit dem Bahnbau übernommen hatte, wurde sie schon 1876 vom sächsischen Staat übernommen. An der Betriebssituation änderte dies nichts. Die Züge nach Wolfsgefährth begannen und endeten weiterhin im östlichen Bahnhofsteil.
In den Folgejahren wurden kleinere Ergänzungen und Umbauten vorgenommen, so wurde ein weiteres Nebengebäude errichtet und ein zusätzliches Ladegleis mit Rampe gebaut. Größere Um- und Ausbauten fanden um 1900 statt. Im größten Ausbaustadium lagen im Bahnhof 42 Weichen und 21 Gleise, davon 9 auf Plauener und 12 auf Geraer Seite. Vier Bahnsteiggleise dienten dem Reiseverkehr, während für den Güterverkehr mehrere Ladestraßen, Rampen und ein Güterschuppen vorhanden waren. Hinzu kam ein privater Lagerschuppen. Für die bislang am südlichen Bahnhofskopf die Gleise kreuzende Dorfstraße wurde eine Überführung gebaut.
Im Wesentlichen blieben die Gleisanlagen bis nach dem Zweiten Weltkrieg erhalten. Nach dem Zweiten Weltkrieg wurden mit dem Abbau des zweiten Streckengleises als Reparationsleistung auch die Gleise innerhalb des Bahnhofs reduziert.
Mitte der 1970er Jahre wurden alle Formsignale durch Lichtsignale ersetzt. Der sächsische Bahnhofsblock mit einer Befehlsstelle im Bahnhofsdienstgebäude und die zwei mechanischen Stellwerke blieben dabei erhalten. Das Befehlswerk befindet sich wie in vielen sächsischen Bahnhöfen in einem Schutzkasten an der Außenwand des Dienstgebäudes. Mit den wirtschaftlichen Auswirkungen der Wende 1989/90 brach auch hier der Güterverkehr fast vollständig weg. So wurden bis Ende der 1990er Jahre nur noch drei Gleise auf der östlichen und sechs Gleise auf der westlichen Seite genutzt. Dann wurde ein Bahnsteiggleis auf östlicher Seite zugunsten einer Buswendeschleife abgebaut.
Insgesamt liegen im Bahnhof heute sieben Gleise, sechs davon auf westlicher Seite. Dort befindet sich auch das Ladestraßengleis, das einzige verbliebene Gleis für den Güterverkehr. Das Lokomotivverkehrs- und Umsetzgleis auf der Ostseite, das durch den Triebwageneinsatz entbehrlich wurde, wurde nach 2018 abgebaut. Dabei wurde auch das Bahnsteiggleis 1 etwas gekürzt.

### Lokstation Weischlitz

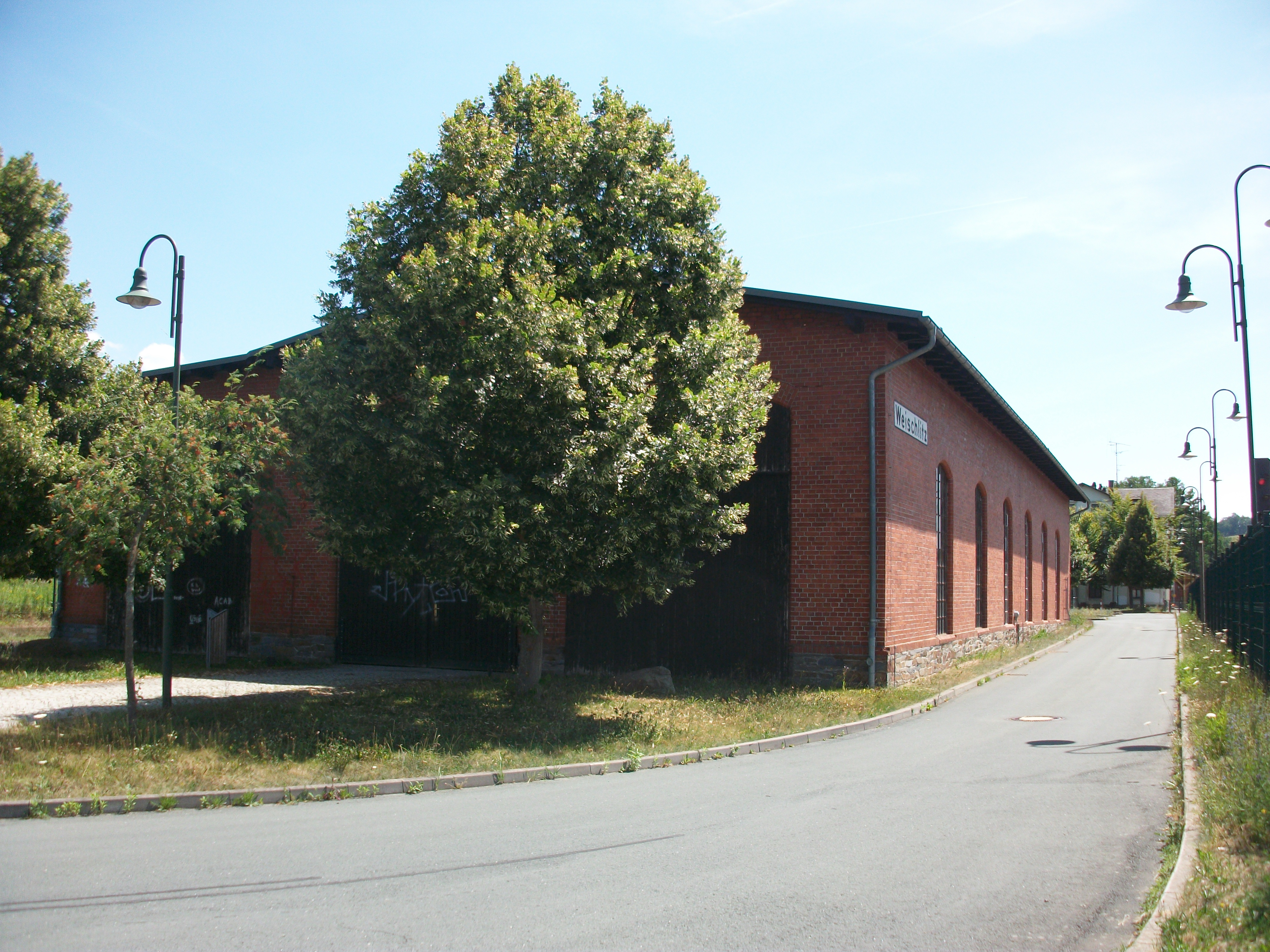
Bahnhof Weischlitz, Lokschuppen (2018)

Schon die Sä.-Th.E. ließ in Weischlitz einen zweiständiges Heizhaus bauen. 1899 wurde das rechteckige Gebäude um vier weitere Stände ergänzt, die über eine 20-m-Drehscheibe erreicht werden konnten. Einstweilen nicht einmal mehr als Lokbahnhof geführt, gehörte Lokstation Weischlitz nach dem Zweiten Weltkrieg zum Bahnbetriebswerk Adorf. Später kam die Lokstation zum Bahnbetriebswerk Reichenbach. Mit dem Traktionswandel wurde die Lokstation überflüssig und in den 1970er Jahren geschlossen. Das denkmalgeschützte Heizhaus ist auch heute noch vorhanden, die Drehscheibe wurde noch vor 1989 ausgebaut.